# Шаккар-пара
Шаккар-пара (Shakkar Para ) - это очень популярный вид печенья в Индии. Это индийские крекеры домашнего приготовления, необычайно вкусные, ароматные и хрустящие, и к тому же их очень легко готовить. Обычно они имеют квадратную форму и готовятся сладкими в сахарном сиропе.

## Приготовление
Замесить тесто из следующих ингредиентов: мука, манная крупа, вода. Воду необходимо подливать постепенно, тогда тесто получится мягким и эластичным. После этого дать тесту полежать под крышкой или в пакете около получаса. Для удобства раскатывания разделить его на 4 части. Пока работаете с одной частью теста, остальное держать накрытым крышкой или в пакете. Тесто необходимо раскатать тонко, часто наколоть вилкой и разрезать на небольшие квадратики. В небольшую глубокую емкость налить растительное масло, как для жарки во фритюре. Раскалить его на среднем огне и по частям обжарить печенье до приятного золотистого цвета. Далее выложить печенья на салфетку, чтобы убрать излишки масла. Для сладкого варианта сделать cироп: в небольшой кастрюльке соединить сахар и воду и уварить наполовину. Добавить кокосовую стружку и кардамон. Высыпать печенья по частям в емкость с сиропом, потом выкладывать на тарелку. Дать остыть.
Время приготовления - 30 мин.
 Компоненты

Основные:мука пшеничная, манная крупа, растительное масло( для жарки), теплая вода.
Возможные:кокосовая стружка,сахар (для сиропа),соль, перец, кардамон  или другие виды специй.

## Особенности
Шаккар-пара - это вид индийского, постного печенья, которое в оригинальном рецепте должно быть сладким из-за приготовления их в сахарном сиропе,но позже эта традиция ушла и шаккар-пара стали готовить солеными, острыми или с добавлением других специй. Также обычно тесто должно резаться на квадратики при приготовлении блюда, но сейчас это не так важно и можно вырезать из теста разные фигуры (звезды, месяц и т.д.).